# Толочинов, Николай Филиппович
Толочинов Николай Филиппович (1840, Стародуб, Черниговская область — 1908, Харьков, Харьковская губерния) — русский врач, акушер-гинеколог.

## Биография
Николай Толочинов родился в 1840 году в Стародубе Черниговской области, Российская империя. В 1864 году окончил с золотой медалью Петербургскую медико-хирургическую академию. Работал ординатором в акушерской клинике под руководством Антона Яковлевича Крассовского, затем в хирургической клинике академии. В 1867 году защитил докторскую диссертацию. Темой диссертации стала «Об окончании нервов в эпителиальном слое роговой оболочки человека». В 1868—1869 годах проходил практику по акушерству и женским болезням в клинике Брауна[уточнить] в Вене, затем по нормальной и патологической гистологиям в лабораториях Штриккера[уточнить] и Карла Рокитанского.
С 1870 по 1885 года работал доцентом Киевского университета по курсу женских болезней. В 1885 году стал профессором и заведующим в Харьковском университете. В Харькове под его руководством возросло число рожениц до 400. Увеличилось количество операций в год (до ста). В 1902 году стал директором Земского родильного дома, а также преподавателем повивальной школы.
Толочинов написал около 28 научных работ. Важнейшее значение имели написанные им учебники по женским болезням, акушерству и повивальному искусству. Он усовершенствовал методику преподавания акушерства и женских болезней. Толочинов описал клин[уточнить] и признаки изолированного дефекта межжелудочковой перегородки. Впоследствии этот врождённый порок сердца назван «болезнью Толочинова—Роже».

## Научные работы
- Об окончании нервов в эпителиальном слое роговой оболочки человека, Санкт-Петербург, 1867
- Учебник женских болезней, Харьков, 1897, Харьков — Москва, 1901
- Учебник акушерства, Харьков — Москва, 1898
- Учебник повивального искусства, Харьков — Москва, 1905, 1910.
- Об отношении маточных сокращений к сопротивлению во время родов», 1869[4]
- Распознавание и лечение внематочной беременности, 1878
- К терапии задержания последа после родов и выкидыша, 1879